# 海物語
海物語（うみものがたり）
1. パチンコ機種。詳細は以下に述べる。
  - 1.の続編を含むシリーズ名の総称。 ⇒ 海物語シリーズ
  - 1.の続編を含むシリーズ作品。CR新海物語、CR大海物語、CRスーパー海物語など。
  - 1.をモチーフにしたパチスロ機種。サミーが2005年に販売。 ⇒ パチスロ海物語
  - 1.の続編を含む一連のシリーズを原案としたテレビアニメ。⇒ うみものがたり 〜あなたがいてくれたコト〜
2. 海物語（パダイヤギ、바다이야기） - 韓国で摘発された賭博ゲーム（メダルチギ）。ジーコプライム（지코프라임）が販売。 ⇒ 海物語 (韓国)（朝鮮語版）

『海物語』（うみものがたり）は、1999年2月に三洋物産から発売されたデジパチタイプのパチンコ。

## 機種一覧
| 名称       | 発売      |
| ---------- | --------- |
| CR海物語S5 | 1999年2月 |
| CR海物語   | 1999年2月 |
| CR海物語6  | 1999年3月 |
| CR海物語3  | 1999年3月 |
| CR海物語3R | 1999年4月 |
| 海物語2    | 1999年8月 |
| 海物語7    | 1999年8月 |

## 概要
本作品は、権利物『ギンギラパラダイス』のデジパチ版として発売された。最初に登場したのが『CR海物語』である。『CR海物語』が発売された頃は、CR機における確率変動のリミットが80ラウンド（16ラウンド×5回）までに規制されており、当機種も5回のリミットが設けられた。時短は搭載されていない。
同年3月、リミットが100回という事実上リミットが撤廃された『CR海物語3』や『CR海物語6』が発売された。
2016年2月には、本作品をリメイクした『CR海物語3R』が発売されている。

## 図柄
- 1. タコ
- 2. ハリセンボン
- 3. カメ
- 4. サメ
- 5. エビ
- 6. アンコウ
- 7. シュゴン
- 8. エンゼルフィッシュ
- 9. カニ
- 裏4. サメ

## 予告演出
予告なし
リーチ直後に何も起こらなかった場合はノーマルリーチが確定する。
泡予告
リーチ直後に画面下部から泡が発生すると、スーパーリーチに発展する可能性がある。
魚群予告
リーチ直後に画面右から魚群が通過すると、スーパーリーチが確定し期待度が大幅に上がる。

## リーチ演出
ノーマルリーチ
シングルリーチ及びダブルリーチのどちらからも発展する。期待度は低い。
珊瑚礁リーチ
シングルリーチから発展し、画面下から珊瑚礁が出現する演出。期待度は予告により変化する。
波紋リーチ
シングルリーチから発展し、画面が波紋に包まれる演出。期待度は予告により変化する。
『ギンギラパラダイス』の催眠リーチに代わり搭載されたスーパーリーチ。
マリンちゃんリーチ
ダブルリーチから発展する。マリンが登場し、期待度は予告により変化する。

## プレミアム演出
発生した時点で大当たりが確定する演出である。ただし、奇数図柄大当たり確定ではない（奇数図柄大当たり確定の演出となるのは『CR新海物語』から）。
マッスルリーチ
シングルリーチから発展する。珊瑚礁リーチが発生した際に、サムが画面下側から珊瑚礁を持ち上げて登場する。
ポージングリーチ
ダブルリーチから発展し、マリンの代わりにサムが画面上部から登場する。

## その他演出
再始動
リーチが外れた際に、中段図柄が再び動き出して大当たりになる演出。ダブルリーチで発生した場合は奇数図柄での大当たりとなる。
昇格スクロール
通常図柄で大当たりした直後に、図柄が高速に動き出して確変図柄に昇格する演出。中段が「9」と「1」の間の「4」揃いからは発生しない。

## スペック
海物語2
- 大当たり確率（特別電動役物（アタッカー）の開放）：1/233.5
- 賞球数：5（始動口） & 13（始動口以外）
- ラウンド（大当たり1回あたりの、特別電動役物の開放回数）：16ラウンド
- カウント（特別電動役物の開放1回あたりの、概ねの入賞個数）：9カウント
- 時短

「3」・「7」図柄大当たり終了後次回の大当たりまで
「1」・「5」・「9」図柄大当たり終了後100回転
偶数図柄大当たり終了後40回転
海物語7
- 大当たり確率：1/243.5
- 賞球数：6（始動口） & 15（始動口以外）
- ラウンド：16ラウンド
- カウント：9カウント
- 時短

「3」・「7」図柄大当たり終了後次回の大当たりまで
「1」・「5」・「9」図柄大当たり終了後70回転
偶数図柄大当たり終了後40回転
CR海物語
- 大当たり確率

（低確率）：1/321.5
（高確率）：約1/71.4（低確率の4.5倍）
- 賞球数：5（始動口） & 13（始動口以外）
- ラウンド：16ラウンド
- カウント：10カウント
- 確変割合：1/2（50%）
- リミット：5回

CR海物語S5
- 大当たり確率

（低確率）：1/321.5
（高確率）：約1/71.4（低確率の4.5倍）
- 賞球数：6（始動口） & 15（始動口以外）
- ラウンド：16ラウンド
- カウント：9カウント
- 確変割合：1/2（50%）
- リミット：5回

CR海物語3・CR海物語3R・CR海物語3RA・CR海物語3RB
- 大当たり確率

（低確率）：1/315.5
（高確率）：約1/70.1（低確率の4.5倍）
- 賞球数：5（始動口） & 15（始動口以外）
- ラウンド：15ラウンド
- カウント：10カウント
- 確変割合：1/2（50%）
- リミット：100回

CR海物語6・CR海物語6A・CR海物語6B
- 大当たり確率

（低確率）：1/306.5
（高確率）：約1/76.6（低確率の4倍）
- 賞球数：5（始動口） & 15（始動口以外）
- ラウンド：15ラウンド
- カウント：9カウント
- 確変割合：1/2（50%）
- リミット：100回

## コンシューマ移植
- パチパラシリーズ（いずれもプレイステーション用）
  - 『三洋パチンコパラダイス』（1999年7月29日発売）に『CR海物語S5』が収録
  - 『三洋パチンコパラダイス2 〜海物語スペシャル〜』（1999年11月18日発売）に『CR海物語』、『CR海物語3』、『CR海物語3R』、『CR海物語6』が収録
  - 『新装開店!!わんわん海物語 〜三洋パチンコパラダイスDX〜』（2001年10月25日発売）に『CR海物語3RA』、『CR海物語3RB』、『CR海物語6A』、『CR海物語6B』が収録